# Primera División de Chile 1945
El Campeonato Nacional de Fútbol de la Primera División de 1945 fue el torneo disputado en la 13.ª temporada del fútbol profesional chileno, con la participación de doce equipos. 
El torneo se jugó en dos rondas con un sistema de todos-contra-todos.
El campeón del torneo fue Green Cross, que logró su único campeonato de la primera categoría.
En la parte baja de la tabla de posiciones se ubicó Bádminton, que mantuvo su cupo en Primera, ya que se decidió aumentar el cupo a 13 equipos para 1946.

## Tabla final
| Pos | Equipo               | PJ | PG | PE | PP | GF | GC | Dif | Pts |
| --- | -------------------- | -- | -- | -- | -- | -- | -- | --- | --- |
| 1   | Green Cross          | 22 | 12 | 6  | 4  | 58 | 36 | 22  | 30  |
| 2   | Unión Española       | 22 | 11 | 5  | 6  | 46 | 36 | 10  | 27  |
| 3   | Universidad de Chile | 22 | 11 | 4  | 7  | 54 | 38 | 16  | 26  |
| 4   | Audax Italiano       | 22 | 10 | 4  | 8  | 52 | 47 | 5   | 24  |
| 5   | Santiago Wanderers   | 22 | 7  | 9  | 6  | 44 | 40 | 4   | 23  |
| 6   | Magallanes           | 22 | 10 | 2  | 10 | 35 | 42 | -7  | 22  |
| 7   | Santiago Morning     | 22 | 9  | 3  | 10 | 50 | 55 | -5  | 21  |
| 8   | Universidad Católica | 22 | 7  | 7  | 8  | 45 | 50 | -5  | 21  |
| 9   | Everton              | 22 | 7  | 6  | 9  | 40 | 44 | -4  | 20  |
| 10  | Santiago National    | 22 | 7  | 6  | 9  | 42 | 53 | -11 | 20  |
| 11  | Colo-Colo            | 22 | 8  | 3  | 11 | 39 | 38 | 1   | 19  |
| 12  | Badminton            | 22 | 3  | 5  | 14 | 29 | 55 | -26 | 11  |

PJ=Partidos jugados; PG=Partidos ganados; PE=Partidos empatados; PP=Partidos perdidos; GF=Goles a favor; GC=Goles en contra; Dif=Diferencia de gol; Pts=Puntos
|  | Campeón             |
|  | Descenso suspendido |

## Campeón
| Chile                 |
| Green Cross 1º Título |